# Namborn
Namborn es un municipio situado en el distrito de Sankt Wendel, en el estado federado de Sarre (Alemania). Tiene una población estimada, a fines de 2020, de 6964 habitantes.
Está ubicado al norte del estado, cerca de la frontera con el estado de Renania-Palatinado. 